# Strażnica WOP Komańcza
Strażnica Wojsk Ochrony Pogranicza Komańcza – zlikwidowany podstawowy pododdział Wojsk Ochrony Pogranicza pełniący służbę graniczną na granicy polsko-czechosłowackiej.
Strażnica Straży Granicznej w Komańczy – zlikwidowana graniczna jednostka organizacyjna Straży Granicznej realizująca zadania bezpośrednio w ochronie granicy państwowej ze Republiką Słowacką.

## Formowanie i zmiany organizacyjne
W wyniku zmian organizacyjnych w 3 Karpackiej Brygadzie WOP, w 1963 placówkę WOP Radoszyce nr 30 przeniesiono z Radoszyc do Komańczy.
1 stycznia 1964 była jako 24 placówka WOP Komańcza kategorii II w strukturach 264 batalionu WOP w Sanoku.
1 września 1989 Strażnica WOP Komańcza Lądowa została przekazana z Bieszczadzkiej Brygady WOP i włączona w struktury batalionu granicznego Karpackiej Brygady WOP w Sanoku Karpackiej Brygady WOP w Nowym Sączu i tak funkcjonowała do 15 maja 1991.
Straż Graniczna:
Po rozwiązaniu Wojsk Ochrony Pogranicza, 16 maja 1991 strażnica w Komańczy weszła w podporządkowanie Bieszczadzkiego Oddziału Straży Granicznej i przyjęła nazwę Strażnica Straży Granicznej w Komańczy (Strażnica SG w Komańczy).
Zgodnie z rozporządzeniem Ministra Spraw Wewnętrznych i Administracji z 22 września 2004, 1 stycznia 2005 Strażnica SG w Wetlinie została przekazana z Bieszczadzkiego Oddziału SG i włączona w struktury Karpackiego Oddziału SG w Nowym Sączu.
Strażnica Straży Granicznej w Komańczy została rozwiązana w 2005.

## Ochrona granicy
W ochronie granicy dowódcy placówki/strażnicy WOP Komańcza ściśle współpracowali ze swoimi odpowiednikami tj. naczelnikami placówek OSH (Ochrana Statnich Hranic) CSRS.
Straż Graniczna:
Na odcinku strażnicy funkcjonowały przejścia graniczne: mrg (od 6.12.1996) i na szlaku turystycznym (od 12.06.2002), w których kontrolę graniczną i celną osób, towarów oraz środków transportu wykonywała załoga strażnicy:

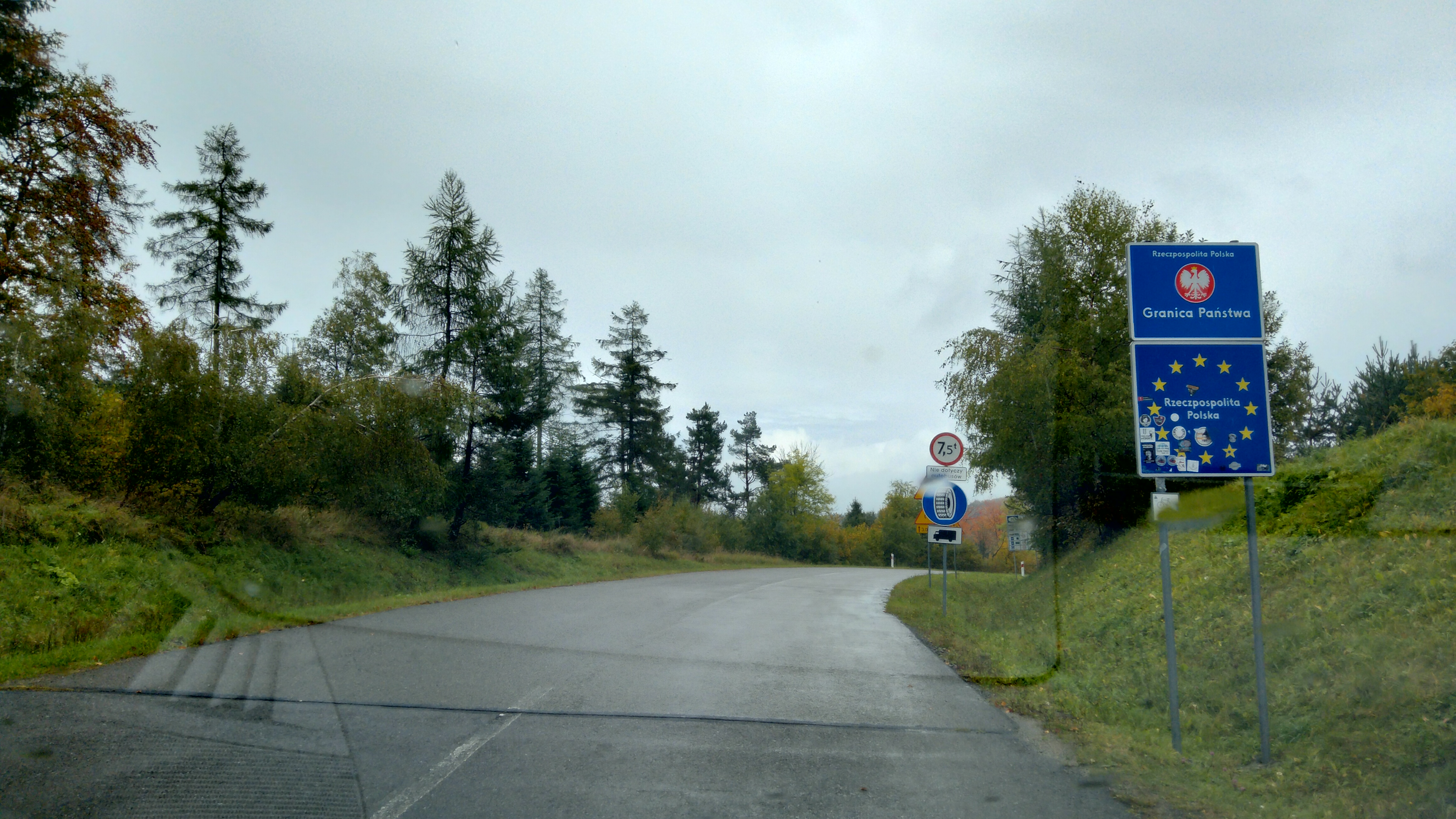
Dawne przejście graniczne Radoszyce-Palota, rej. znaku gran. nr I/100. (październik 2022)

- Radoszyce-Palota.

## Zasięg terytorialny
Straż Graniczna:
Od chwili utworzenia 16 maja 1991 Bieszczadzkiego Oddziału Straży Granicznej w Przemyślu Strażnica SG w Komańczy 16 maja 1991 ochrania odcinek granicy państwowej z Czechosłowacją:
- Włącznie od znaku granicznego nr I/97, wyłącznie do znaku granicznego nr l/117.
- Linia rozgraniczenia z:

1. Strażnicą SG w Łupkowie: włącznie. znak graniczny nr I/97, włącznie Duszatyn, punkt triangulacyjny 829,9, dalej granicą gmin Zagórz oraz Komańcza
2. Strażnicą SG w Jaśliskach: wyłącznie znak gran. nr l/117, górą Kiczera, styk gmin Komańcza, Rymanów, Bukowsko, dalej granicą gmin Bukowsko oraz Rymanów.

## Sąsiednie graniczne jednostki organizacyjne
- 25 placówka WOP Łupków kat. II ⇔ 23 placówka WOP Lipowiec kat. II – 1.01.1964
- Strażnica WOP Łupków Lądowa ⇔ Strażnica WOP Jaśliska Lądowa – 1990[3].

Straż Graniczna:
- Strażnica SG w Łupkowie ⇔ Strażnica SG w Jaśliskach – 16.05.1991[7]
- GPK SG w Łupkowie ⇔ Strażnica SG w Jaśliskach – 11.12.2003.

## Komendanci/dowódcy strażnicy
- Kazimierz Buczek (10.10.1978–22.12.1986)[8]
- kpt. Piotr Zieliński (23.11.1987[d][2]–15.05.1991)

Straż Graniczna:
- kpt. SG/mjr SG Piotr Zieliński (16.05.1991–2000)[9]
- kpt. SG Leon Myrdak (od 2.08.2000)[10].